# 10117 Tanikawa
10117 Tanikawa eller 1992 TW är en asteroid i huvudbältet som upptäcktes 1 oktober 1992 av de båda japanska astronomerna Kazuro Watanabe och Masayuki Yanai vid Kitami-observatoriet. Den är uppkallad efter Kiyotaka Tanikawa.
Asteroiden har en diameter på ungefär 9 kilometer och den tillhör asteroidgruppen Eos.